# خبز النان

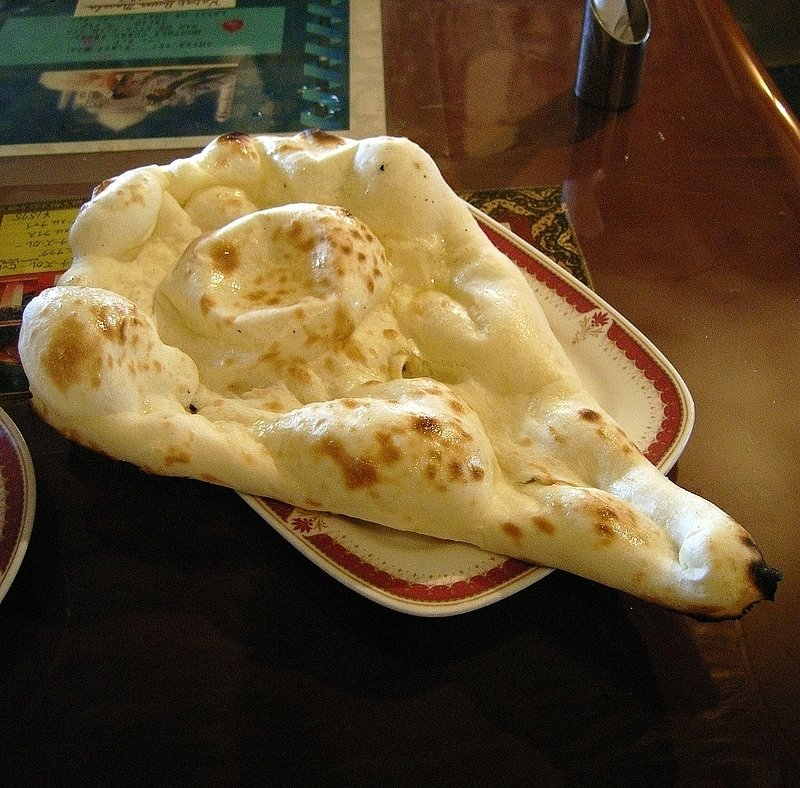
خبز النان

خبز النان (بالفارسية: نان، بالهندية: नान، بالبنجابية: ਨਾਨ ،بالصينية:馕، بالإنجليزية: Naan)، هو نوع من الخبز المنتشر في جنوب ووسط آسيا، وإيران وغربي الصين، وفي المطاعم الجنوب آسيوية في الخارج. وقد أصبح أيضاً في المملكة العربية السعودية وغيرها من دول الخليج العربي.
في الأصل، نان هو مصطلح عام لمختلف أنواع الخبز المسطح من مختلف أنحاء العالم. وفي اللغات التركية، مثل الأوزبك، والكازاخستانية الأويغور، من المعروف أن الخبز المسطح هو خبز النان.

## الوصف
الصنف الأكثر انتشاراً من «خبز النان» في بريطانيا (ودول غربية أخرى) هي أصناف جنوب شرق آسيا. في إيران فإن الكلمة ليس لها مدلول خاص بل تدل على أي نوع من الخبز.
الوصفة النموذجية للنان تتكون من الطحين الأبيض مع الملح والخميرة، واللبن ما يكفي لجعل على نحو سلس، مرن. ويعجن العجين لبضعة دقائق، ثم توضع جانباً لبضع ساعات حتى تنتفخ. عند انتفاخ العجين يتم تقسيمه إلى كرات (نحو 100 غراما أو 3.5 أوقية لكل منهما)، ثم يتم رقه (بسطه) وخبزه. في المطبخ الباكستاني عادة ما تكون يخبز النان مع خلاصات عطرية، مثل وردة khus أو (نجيل الهند)، مع الزبدة أو السمن المذاب معها. تضاف بذور حبة البركة عادة لنان وتطبخ في المطاعم الهندية في جميع أنحاء المملكة المتحدة.
يمكن إضافة الزبيب والتوابل إلى الخبز لإضافة نكهة. ويمكن أيضاً أن تكون مغطاة بطبقة من اللحوم الخضروات و/ أو الجبن. ويمكن أيضاً أن يُضاف إلى طبق الحساء.
خبز النان في بورما هو خيار شعبي في وجبة الإفطار، يقدم عادة مع الشاي أو القهوة.

## معرض صور

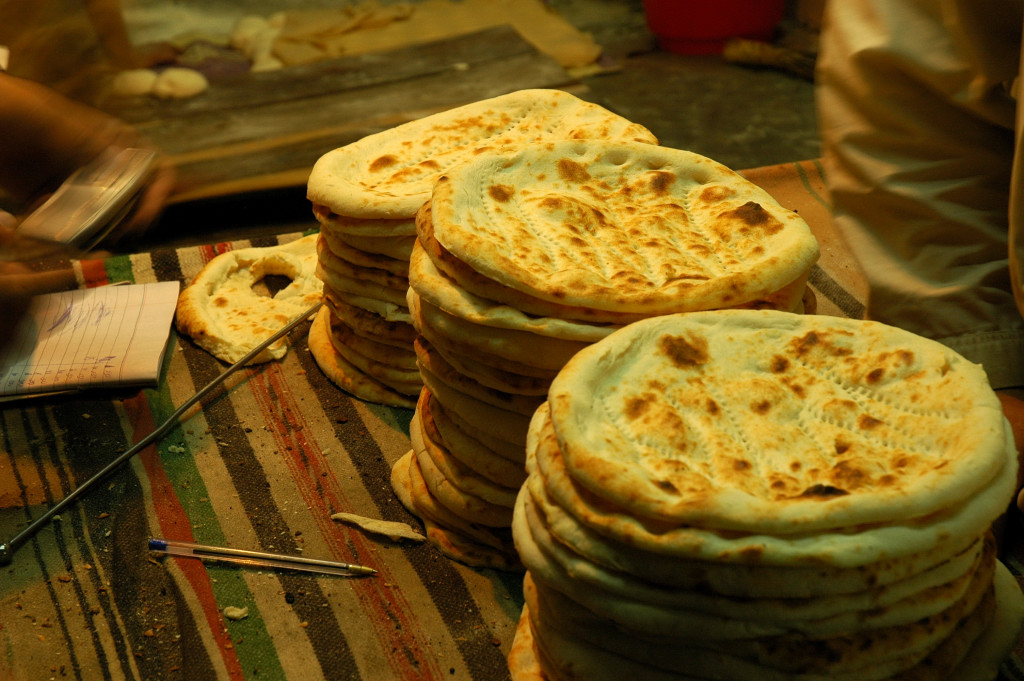
نان بشاور طازج محضر في فرن تندوري في كراتشي بالباكستان
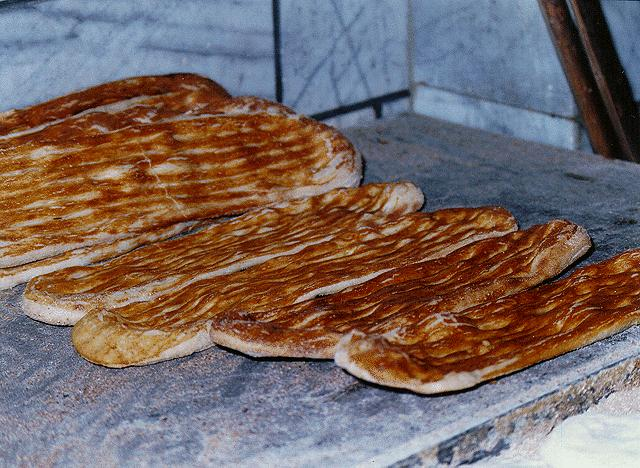
نان بربري
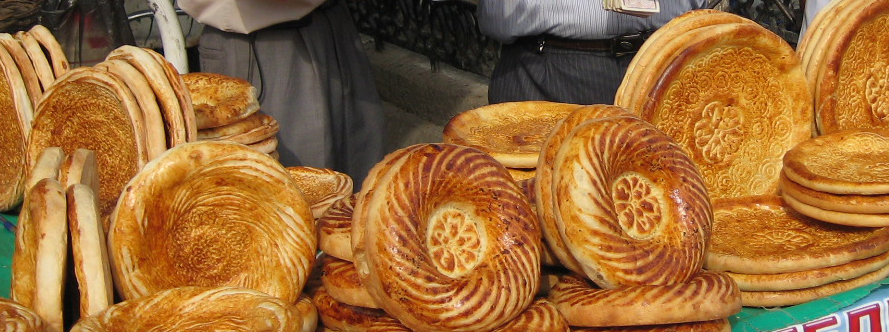
نان طاجيكستاني
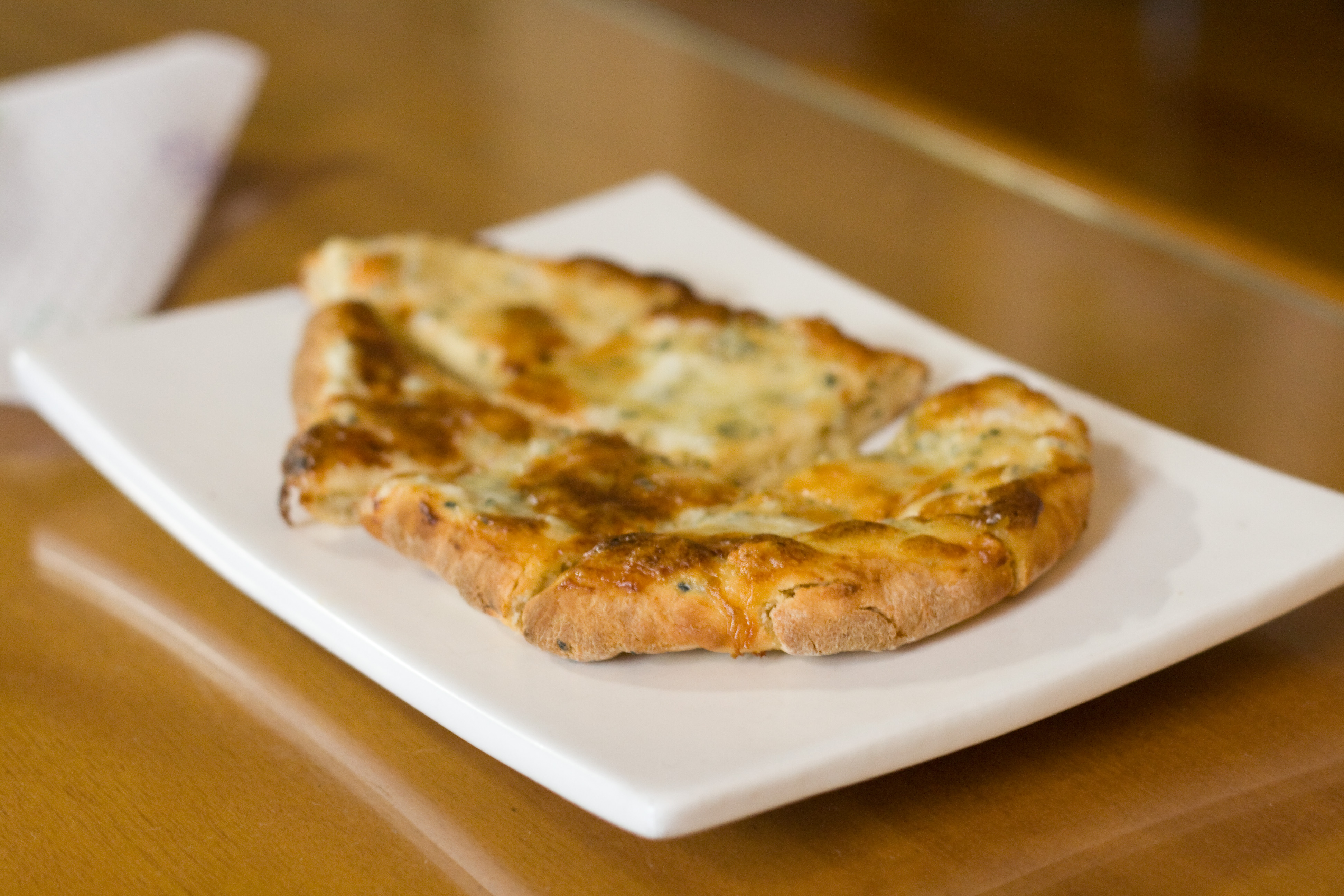
نان بالجبنة
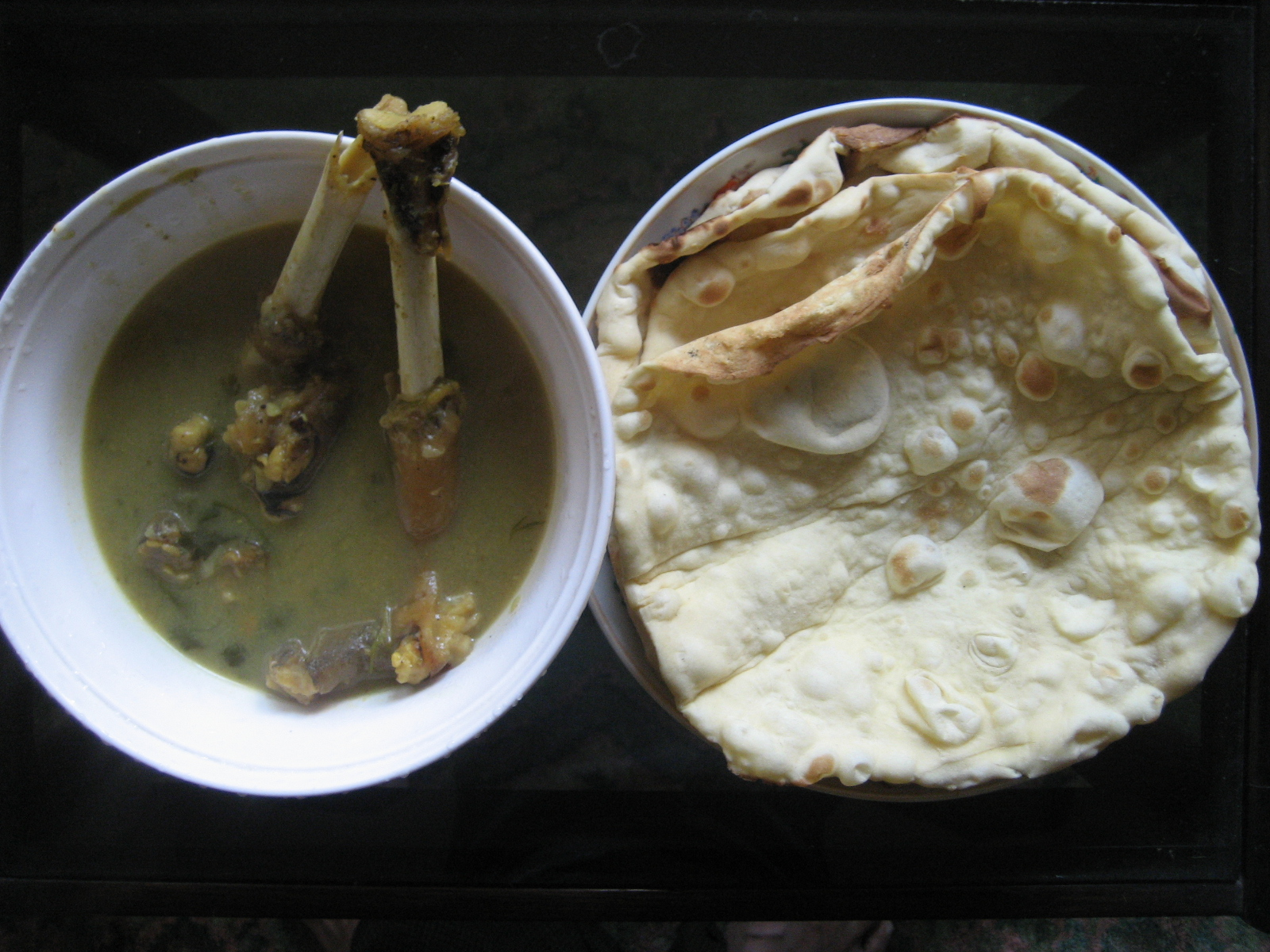
نان بيا مع حساء لحم الضأن في وجبة الإفطار في بورما (المعروفة أيضا بميانمار)
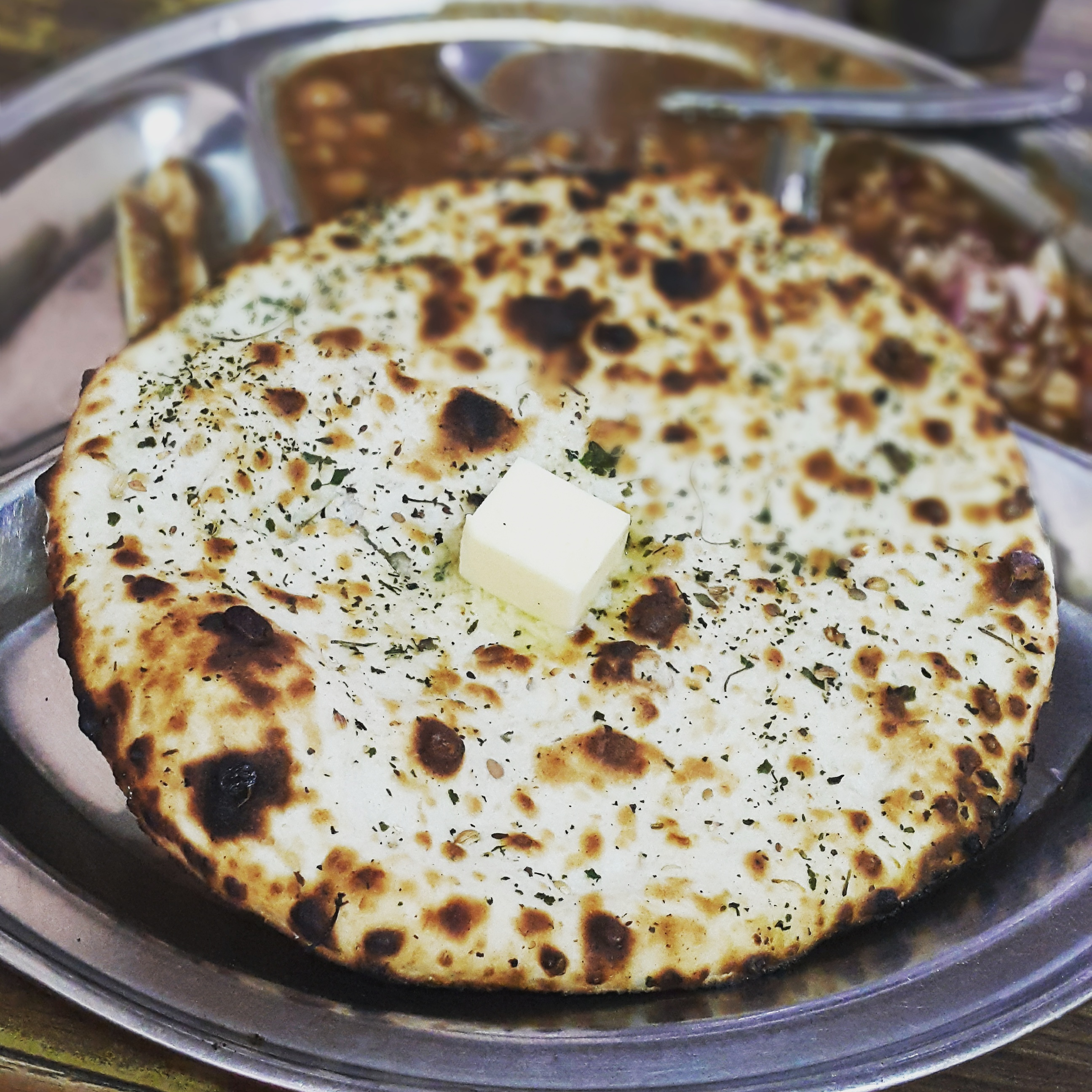
خبز النان المحشو بالدجاج التندوري.
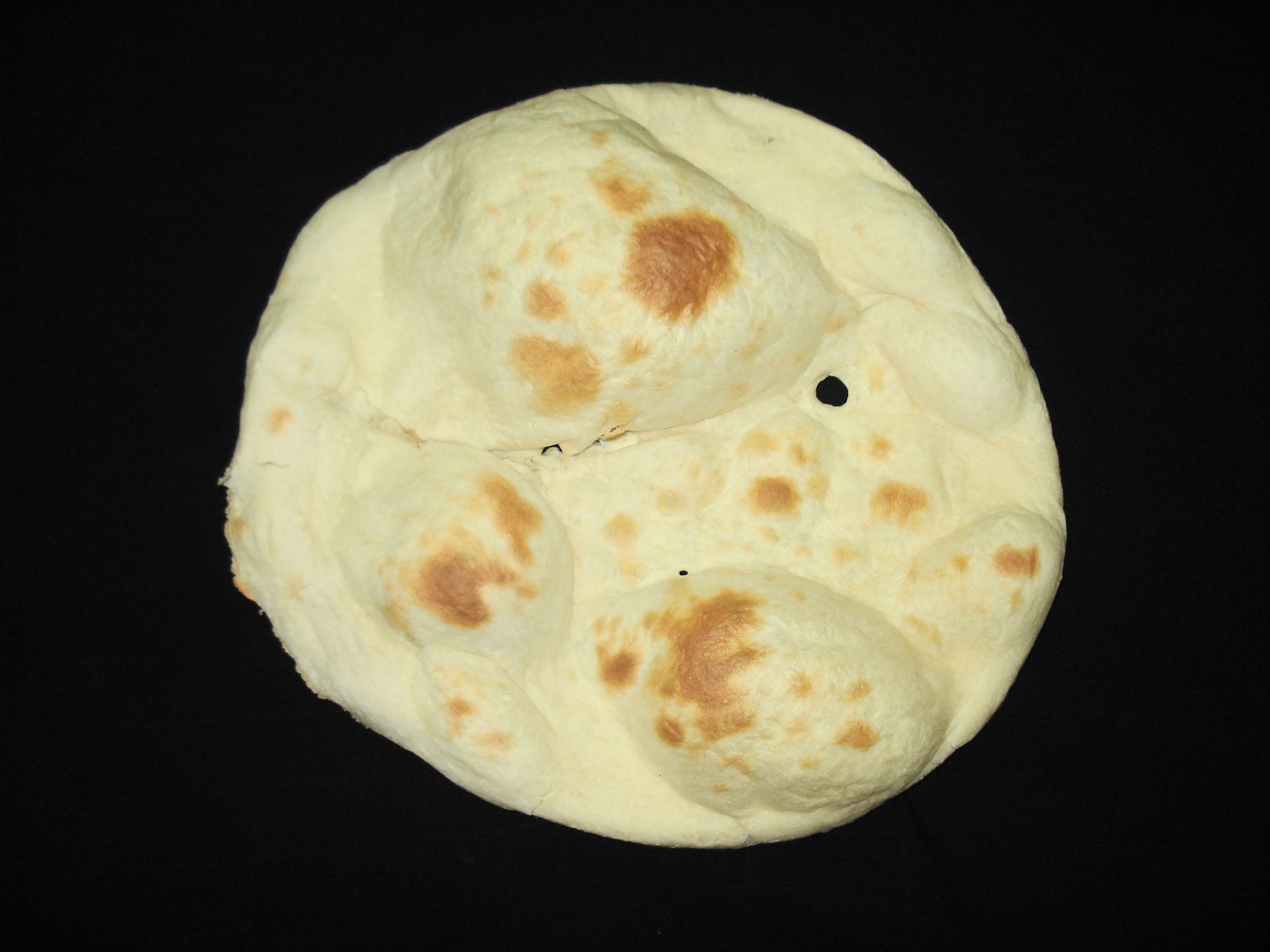
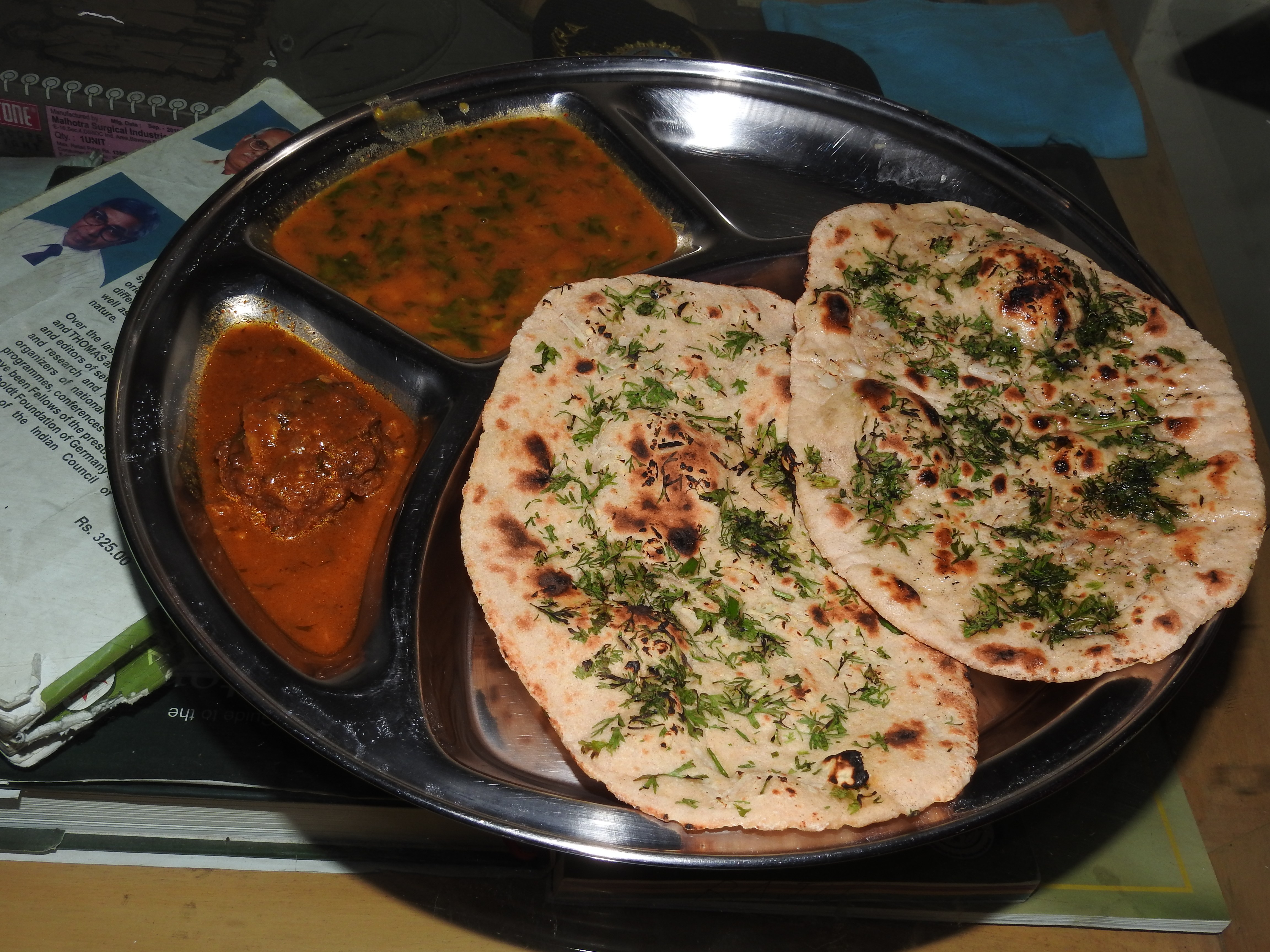
طعام خبز نان بالزبدة والثوم
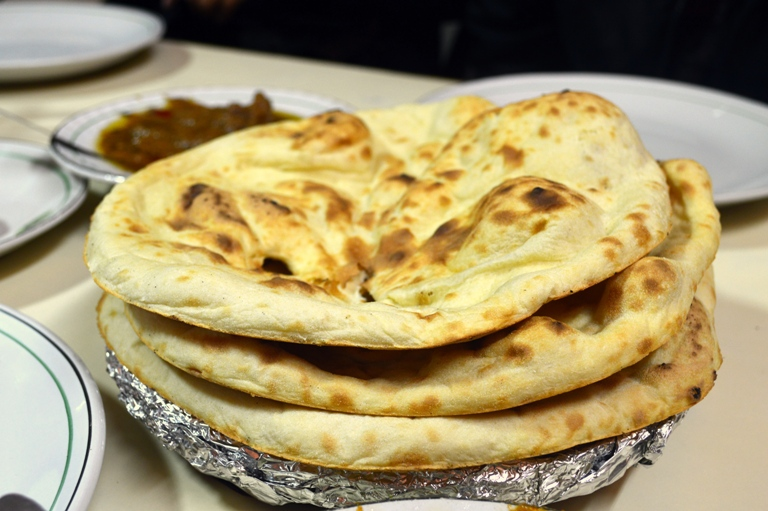
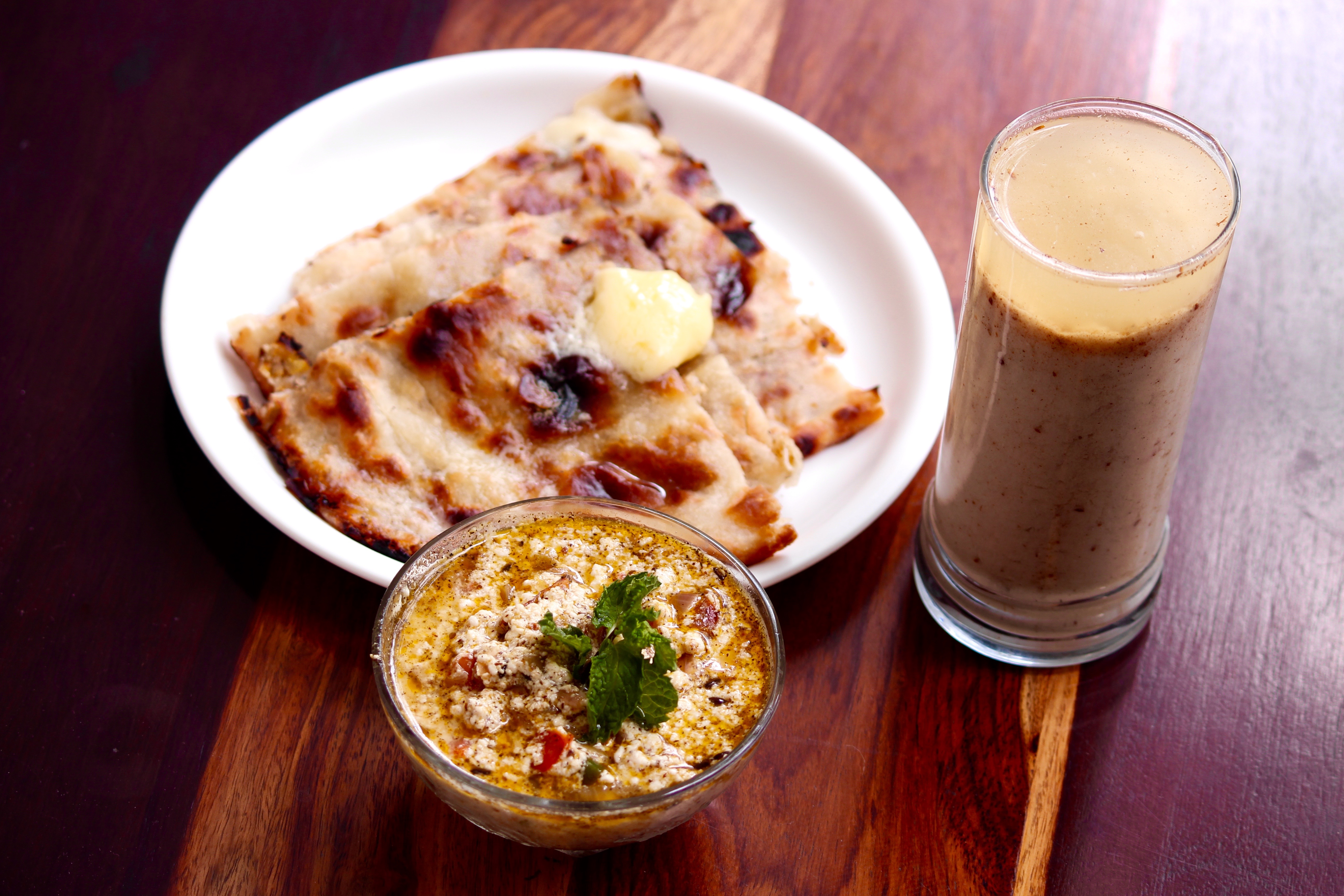
نان مع طبق رائتة الهندي.
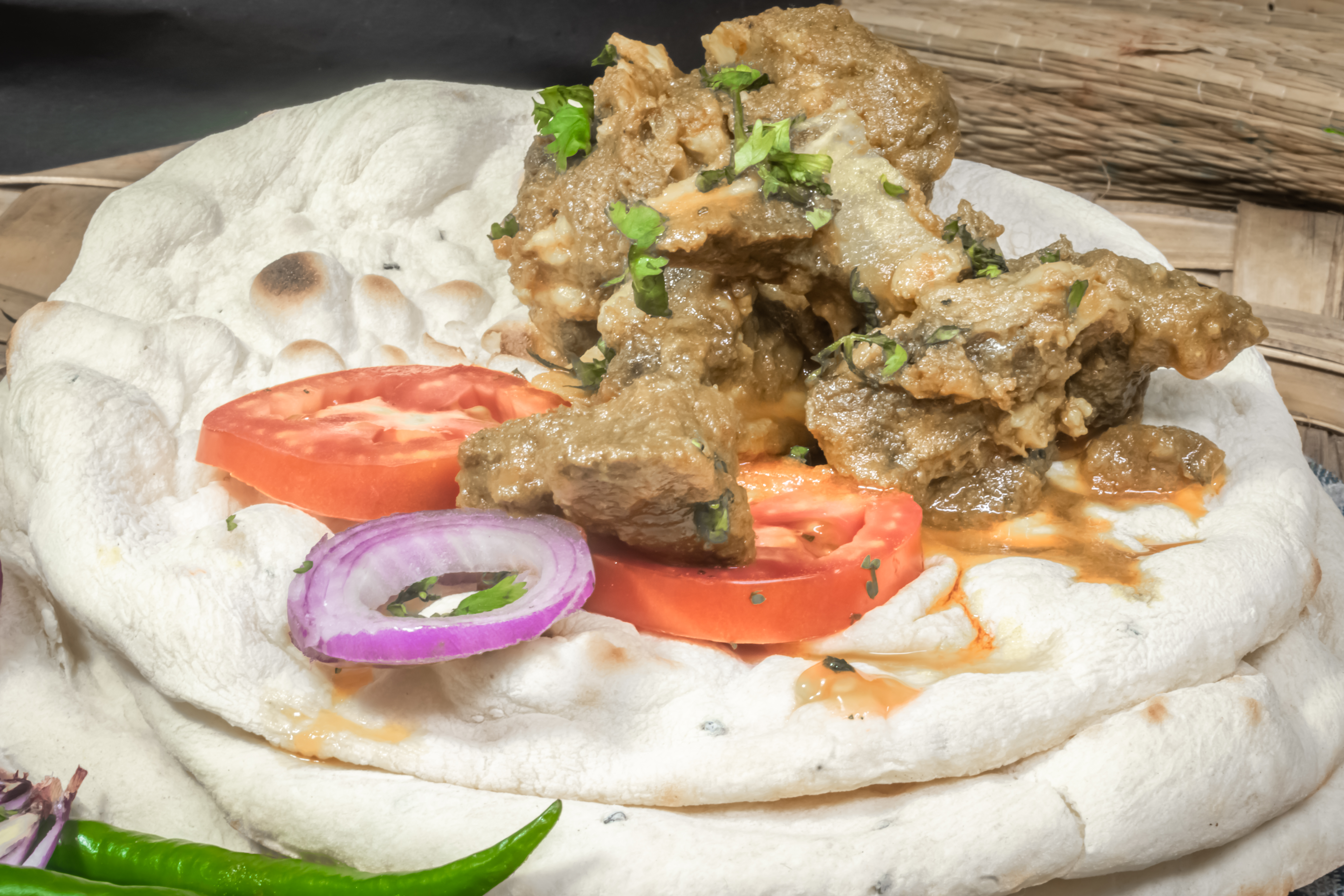
خبز النان بالزبدة مع كاري لحم الضأن
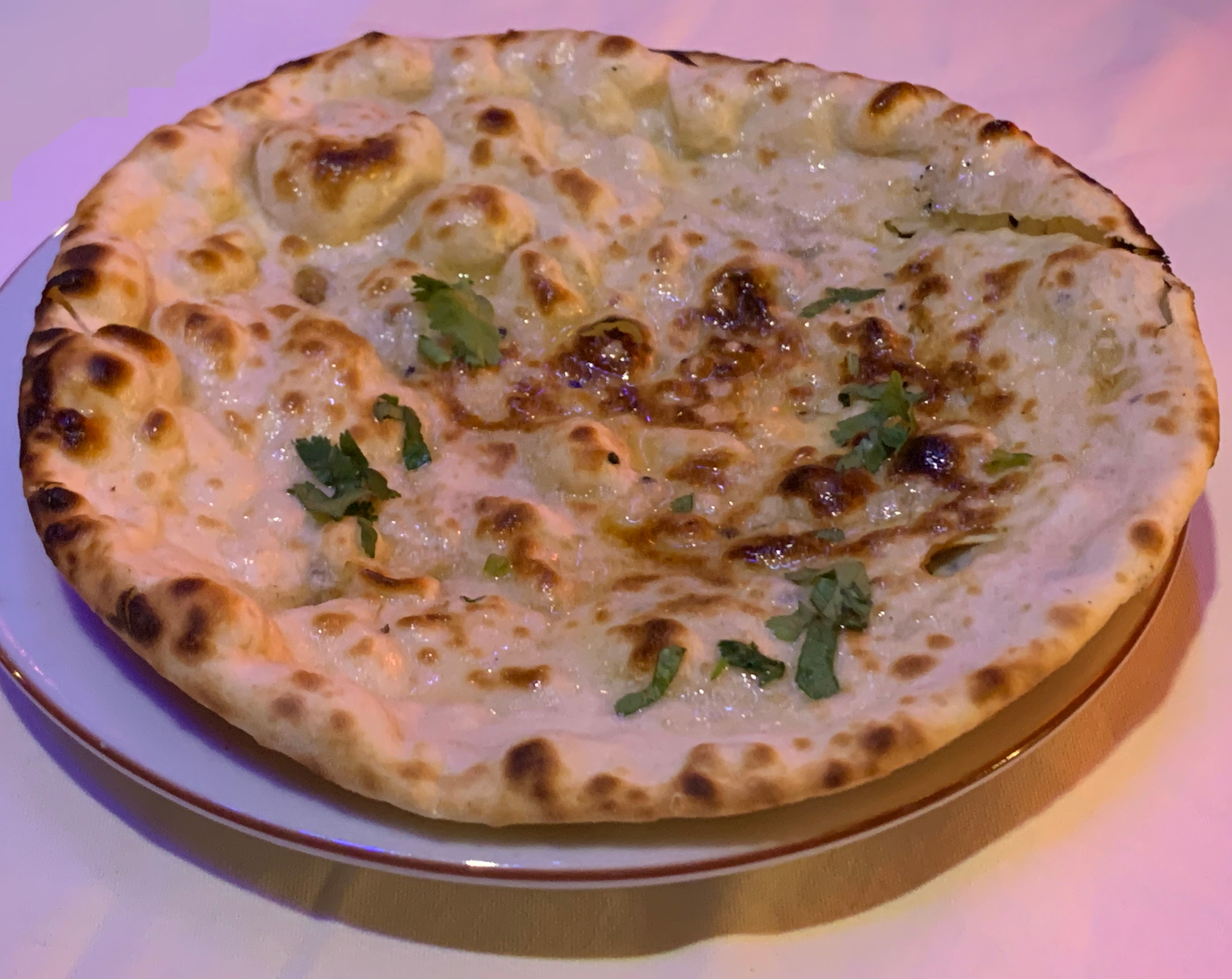
خبز النان بالثوم هو خبز هندي مسطح مخمر مصنوع من الدقيق متعدد الأغراض ومتبل بالثوم.
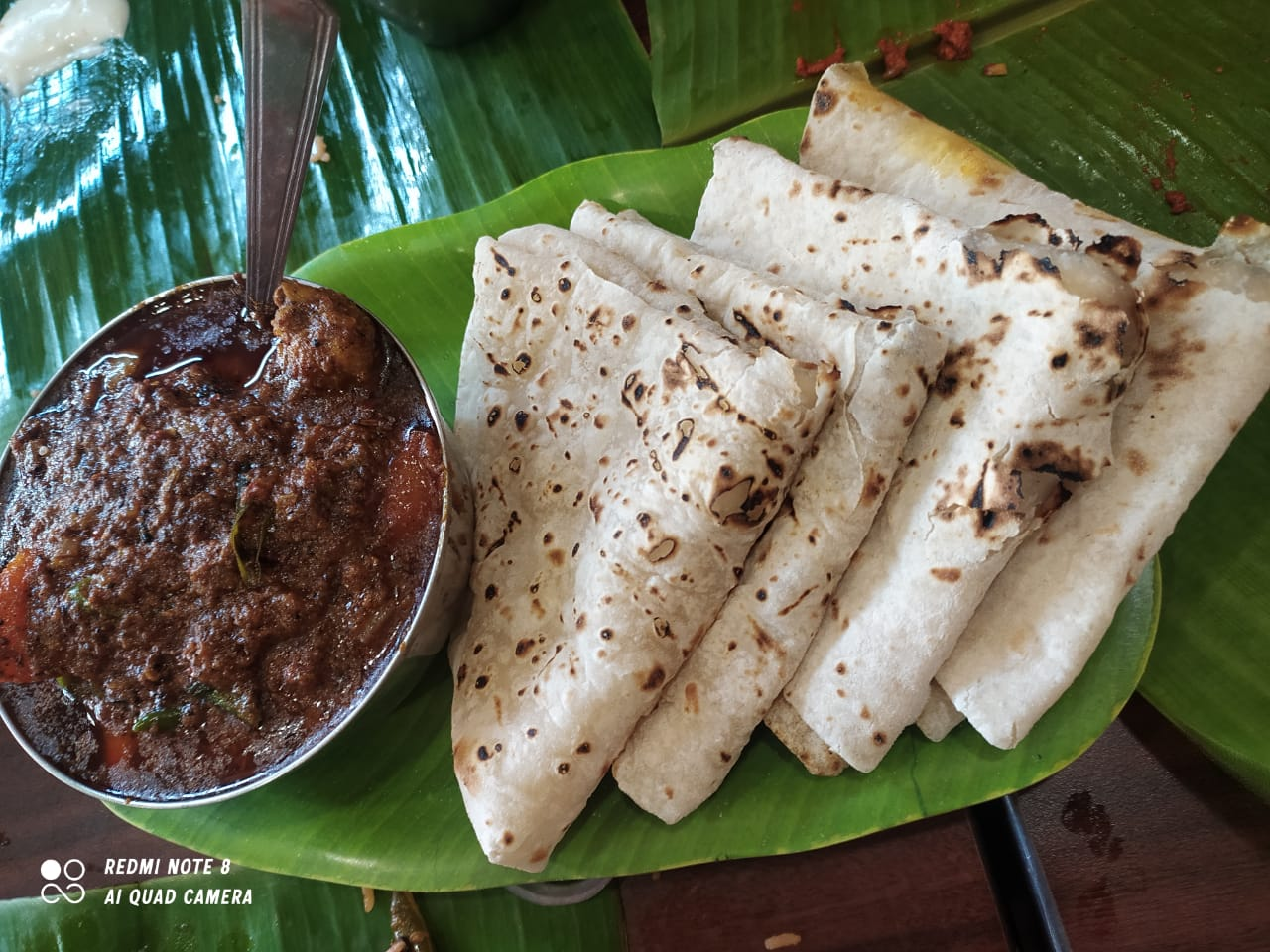
طعام خبز النان مع طبق المرق.
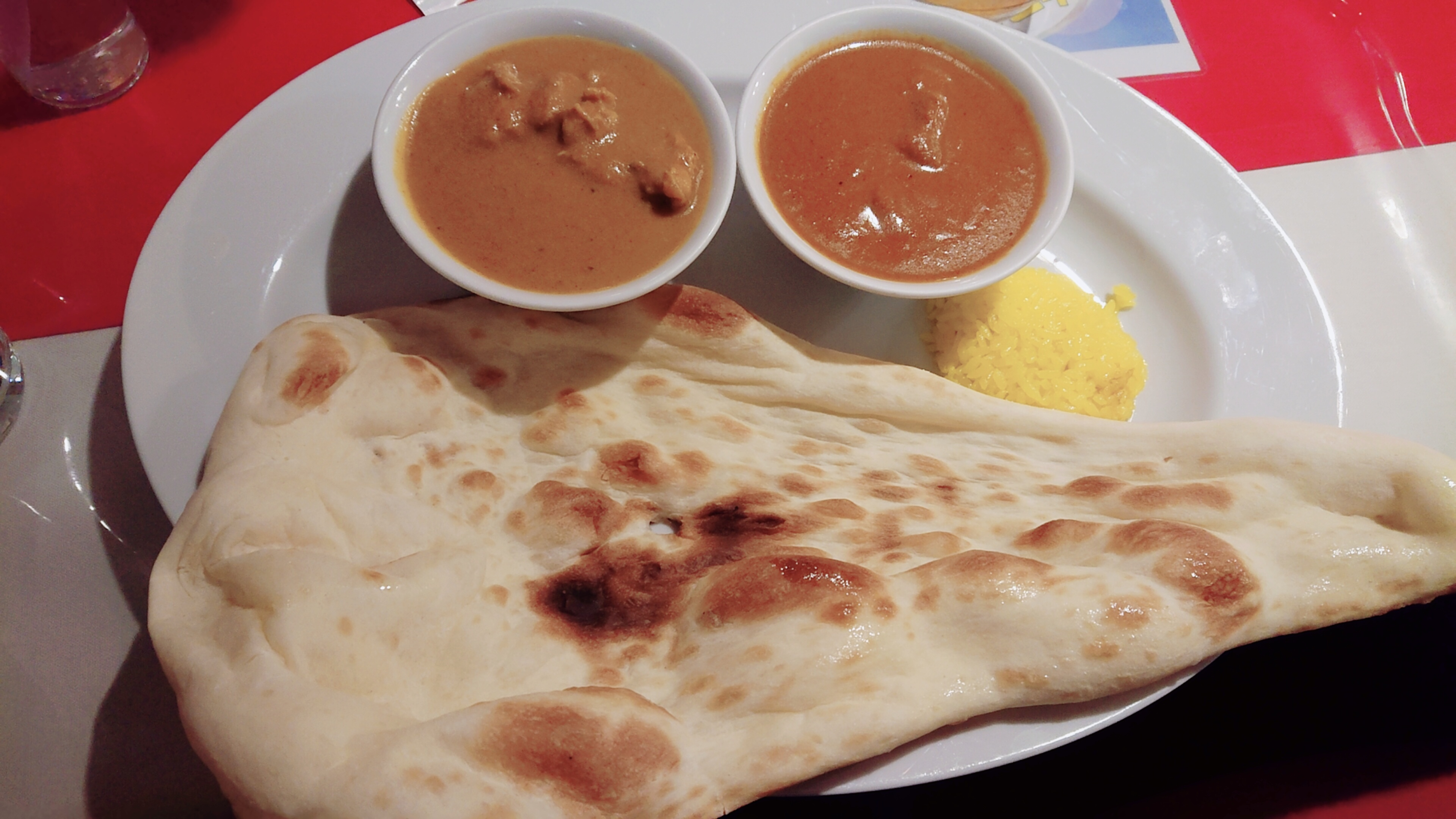
النان مع طبق حساء الكاري.
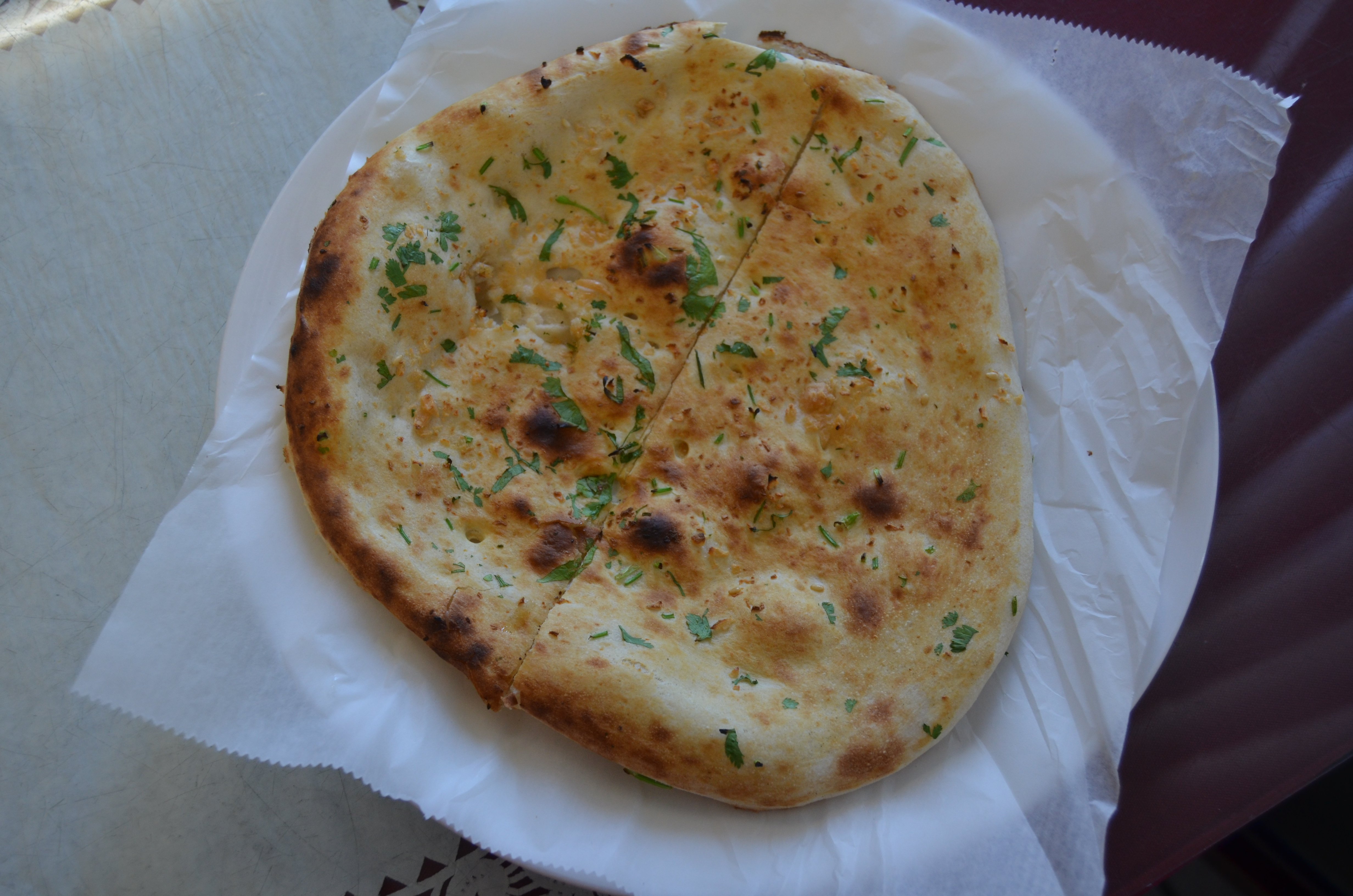
النان الافغاني
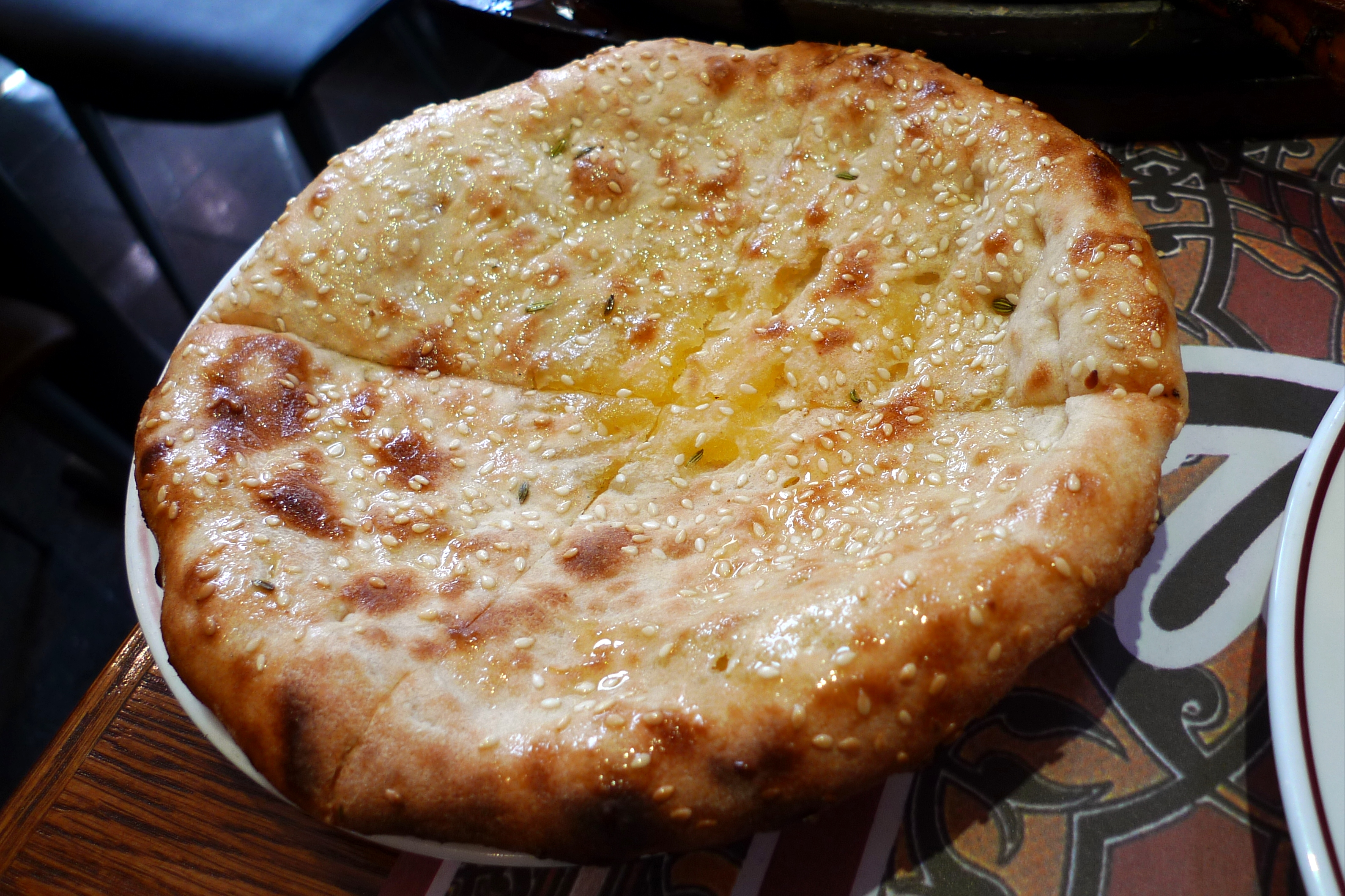
النان بيشواري (Peshwari Naan) بالزبدة والسمسم. وهناك اصناف ذات مكونات أكثر.